# فدراسیون قایقرانی بادبانی ایران
فدراسیون بادبانی در ۲۶ آبان ماه ۱۴۰۱ پس از انتزاع و استقلال از فدراسیون قایقرانی ایران به‌طور رسمی تأسیس شد. این فدراسیون عالی‌ترین سازمان بادبانی در ایران و مورد تأیید کمیته ملی المپیک می‌باشد. مقر این فدراسیون در کیش قرار دارد و سرپرست فعلی آن خسرو ابراهیمی‌نیا می‌باشد.